# Ga Dongjak
Ga Dongjak (Nghĩ trang Quốc gia Seoul) (Tiếng Hàn: 동작(현충원)역, Hanja: 銅雀(顯忠院)驛) là ga trung chuyển của Tàu điện ngầm vùng thủ đô Seoul tuyến 4 và Tàu điện ngầm Seoul tuyến 9 ở biên giới Dongjak-dong, Dongjak-gu và Banpobon-dong, Seocho-gu, Seoul. Nghĩa trang quốc gia Seoul là tên phụ cũng như nằm gần nhà ga.

## Lịch sử
- 13 tháng 9 năm 1983: Tên ga được quyết định là Ga Dongjak
- 8 tháng 10 năm 1985: Bắt đầu kinh doanh với việc khai trương Tàu điện ngầm Seoul tuyến 4 đoạn Đại học Hansung ~ Sadang
- 18 tháng 9 năm 2008: Tên ga của Tàu điện ngầm Seoul tuyến 9 được quyết định là Ga Dongjak
- 28 tháng 5 năm 2009: Đổi thành ga Dongjak (Nghĩa trang Quốc gia Seoul)
- 24 tháng 7 năm 2009: Với việc khai trương đoạn Gaehwa - Sinnonhyeon của Tàu điện ngầm Seoul tuyến 9, nó đã trở thành một ga trung chuyển.

## Bố trí ga

### Tuyến số 4 (3F)
| Ichon ↑                  |
| \| N/B                   |
| ↓ Đại học Chongsin (Isu) |

| Hướng Bắc | ● Tuyến 4 | ← Hướng đi Ichon · Myeong-dong · Chang-dong · Jinjeop     |
| Hướng Nam | ● Tuyến 4 | → Hướng đi Sadang · Gwacheon · Geumjeong · Ansan · Oido → |

### Tuyến số 9 (B3F)
| Heukseok (Địa phương) ↑ Noryangjin (Tốc hành) ↑      |
| E/B \| W/B \|                                        |
| ↓ Xe buýt tốc hành (Tốc hành) ↓ Gubanpo (Địa phương) |

| Hướng Tây (Ngoài)  | ● Tuyến 9 | Địa phương | ← Hướng đi Noryangjin · Dangsan · Gayang · Magongnaru · Sân bay Quốc tế Gimpo · Gaehwa                                             |
| Hướng Tây (Trong)  | ● Tuyến 9 | Tốc hành   | ← Hướng đi Noryangjin · Dangsan · Yeomchang · Gayang · Magongnaru · Sân bay Quốc tế Gimpo                                          |
| Hướng Đông (Trong) | ● Tuyến 9 | Tốc hành   | → Hướng đi Sinnonhyeon · Seonjeongneung · Liên hợp thể thao · Seokchon · Công viên Olympic · Bệnh viện cựu chiến binh Trung ương → |
| Hướng Đông (Ngoài) | ● Tuyến 9 | Địa phương | → Hướng đi Sinnonhyeon · Seonjeongneung · Liên hợp thể thao · Seokchon · Công viên Olympic · Bệnh viện cựu chiến binh Trung ương → |

## Xung quanh nhà ga
| Lối ra \| 나가는 곳 \| Exit \| 出口 | Lối ra \| 나가는 곳 \| Exit \| 出口                                                               |
| ----------------------------------- | ------------------------------------------------------------------------------------------------- |
| 1                                   | Trung tâm cộng đồng Banpo bon-dong Banpo Jugong APT Trung tâm chống lũ sông Hán Hướng cầu Dongjak |
| 2                                   | Công viên đỗ xe Dongjak Công viên Banpo Hangang Hướng đi Heukseok-dong                            |
| 3                                   | Hướng đi Bangbae-dong Cầu Isu Bangbae-dong Samho APT                                              |
| 4                                   | Nghĩa trang Quốc gia Seoul                                                                        |
| 5                                   | Công viên đỗ xe Dongjak Công viên Banpo Hangang                                                   |
| 6                                   | Cầu Isu                                                                                           |
| 7                                   | Nghĩa trang Quốc gia Seoul Hướng đi Bangbae-dong                                                  |
| 8                                   | Nghĩa trang Quốc gia Seoul                                                                        |
| 9                                   | Heukseok-dong Hangang Hyundai APT                                                                 |

## Hình ảnh

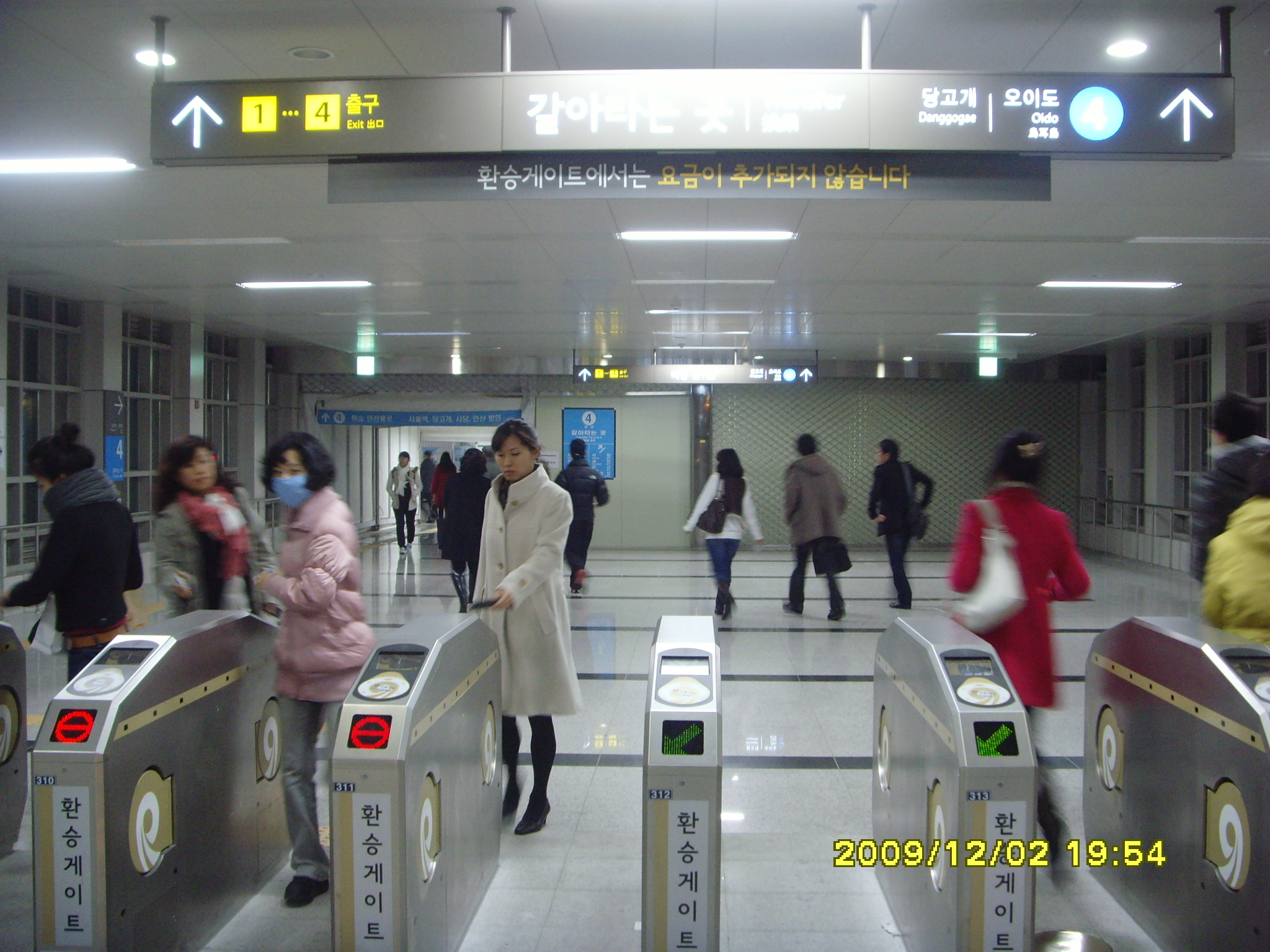
Cổng chuyển tuyến
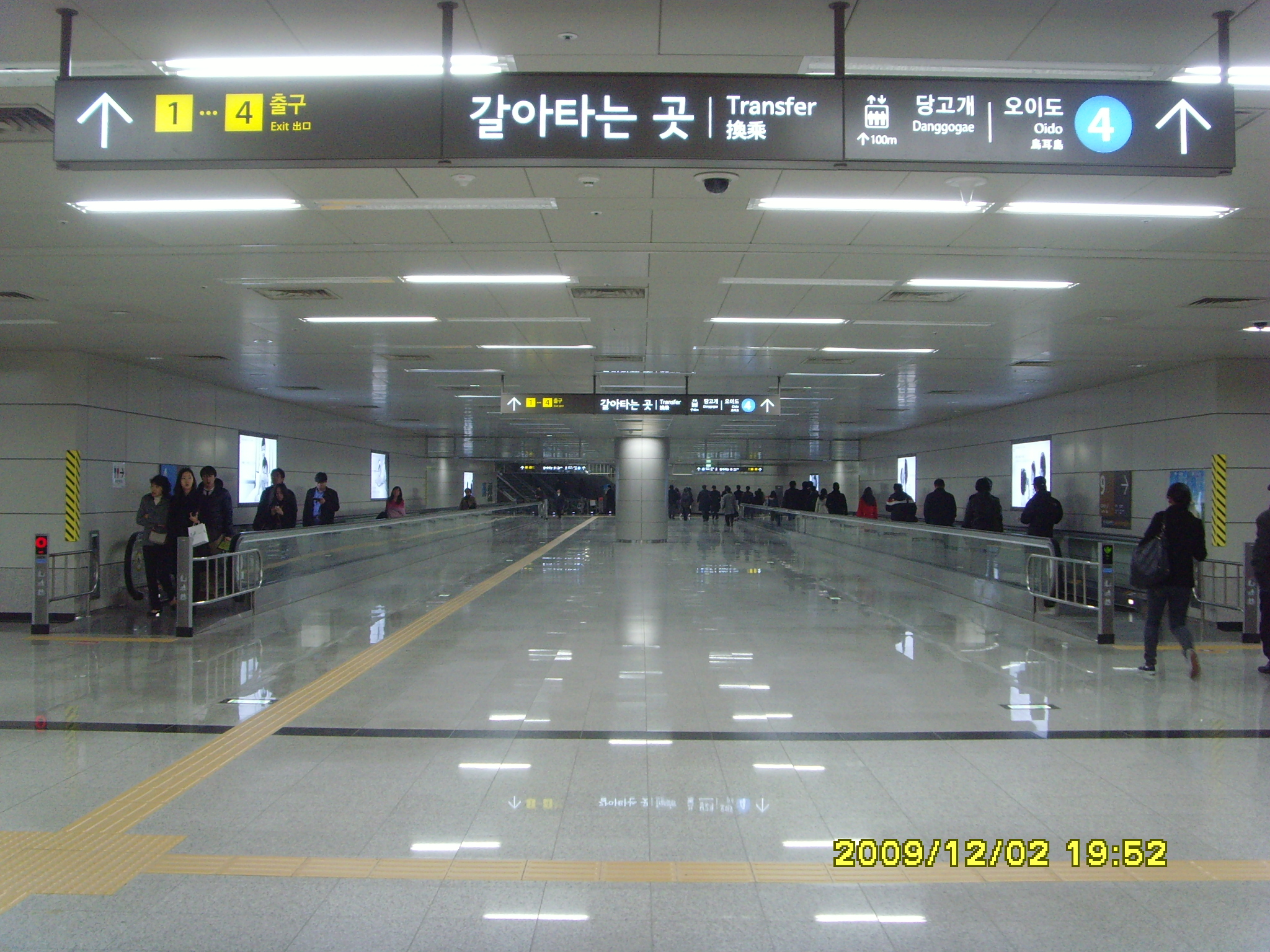
Đoạn chuyển tuyến (Tuyến số 4→Tuyến số 9)
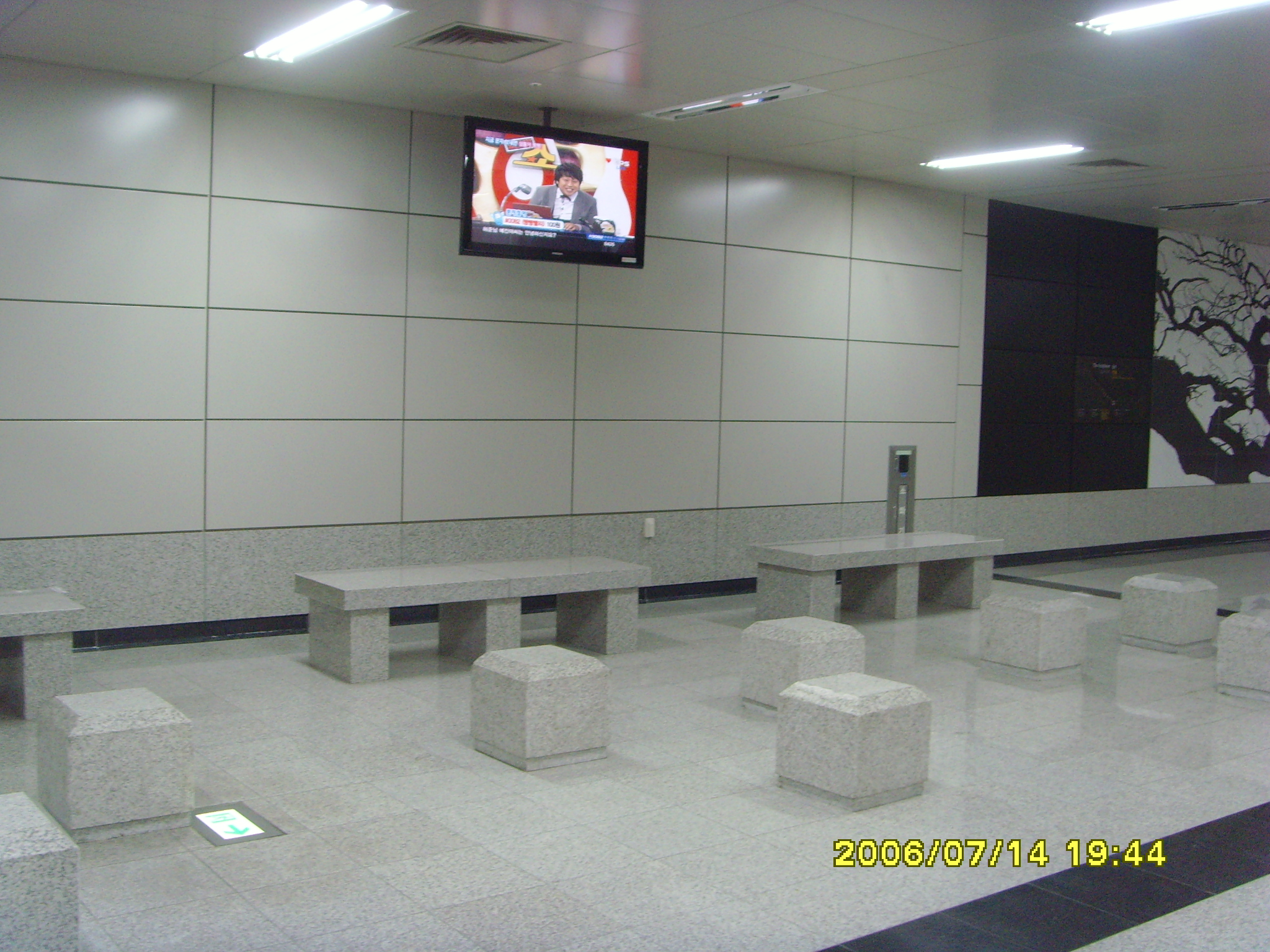
Chỗ ngồi trên đoạn chuyển tuyến trên tuyến số 4
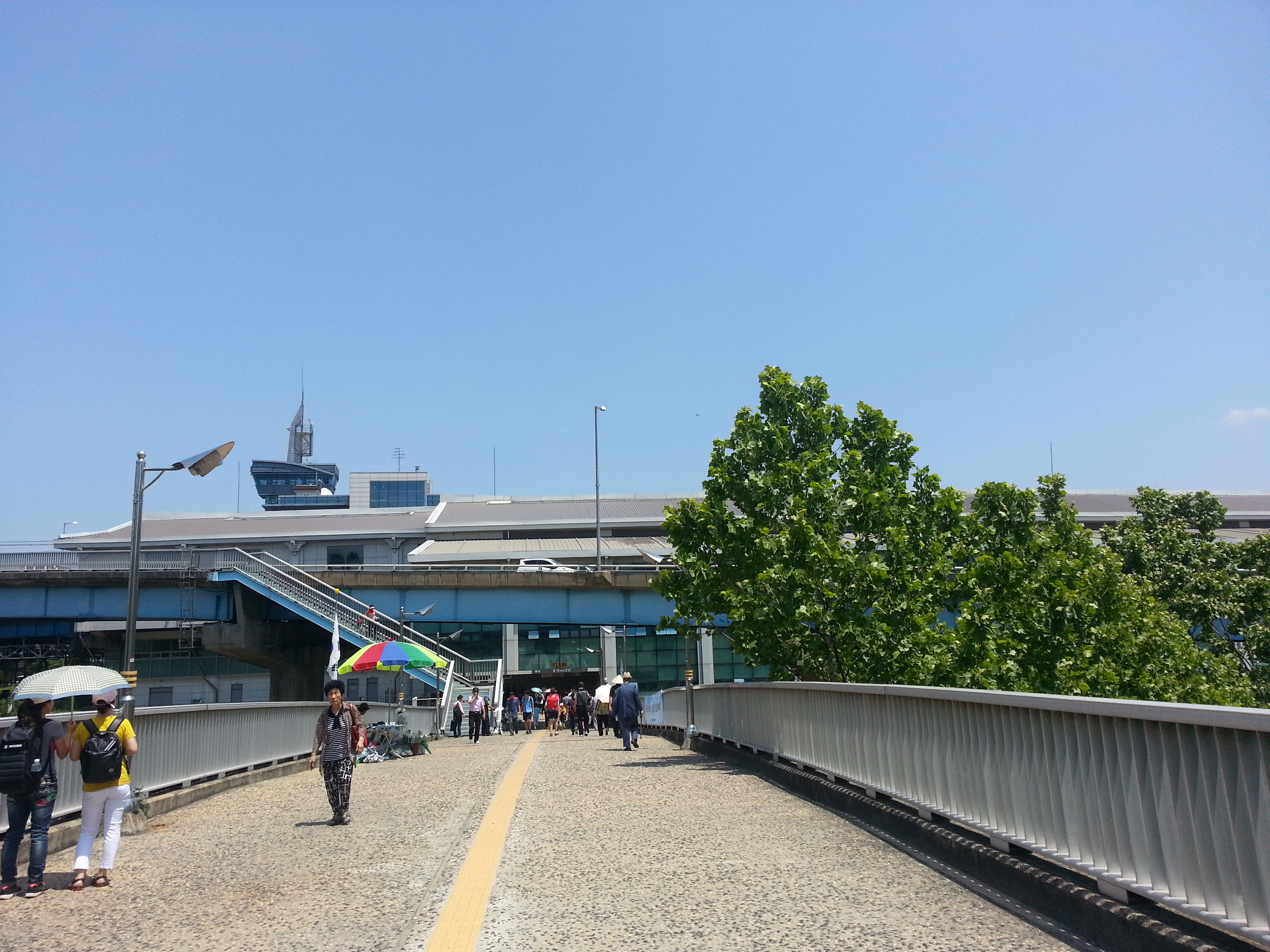
Ga Dongjak Lối ra số 2
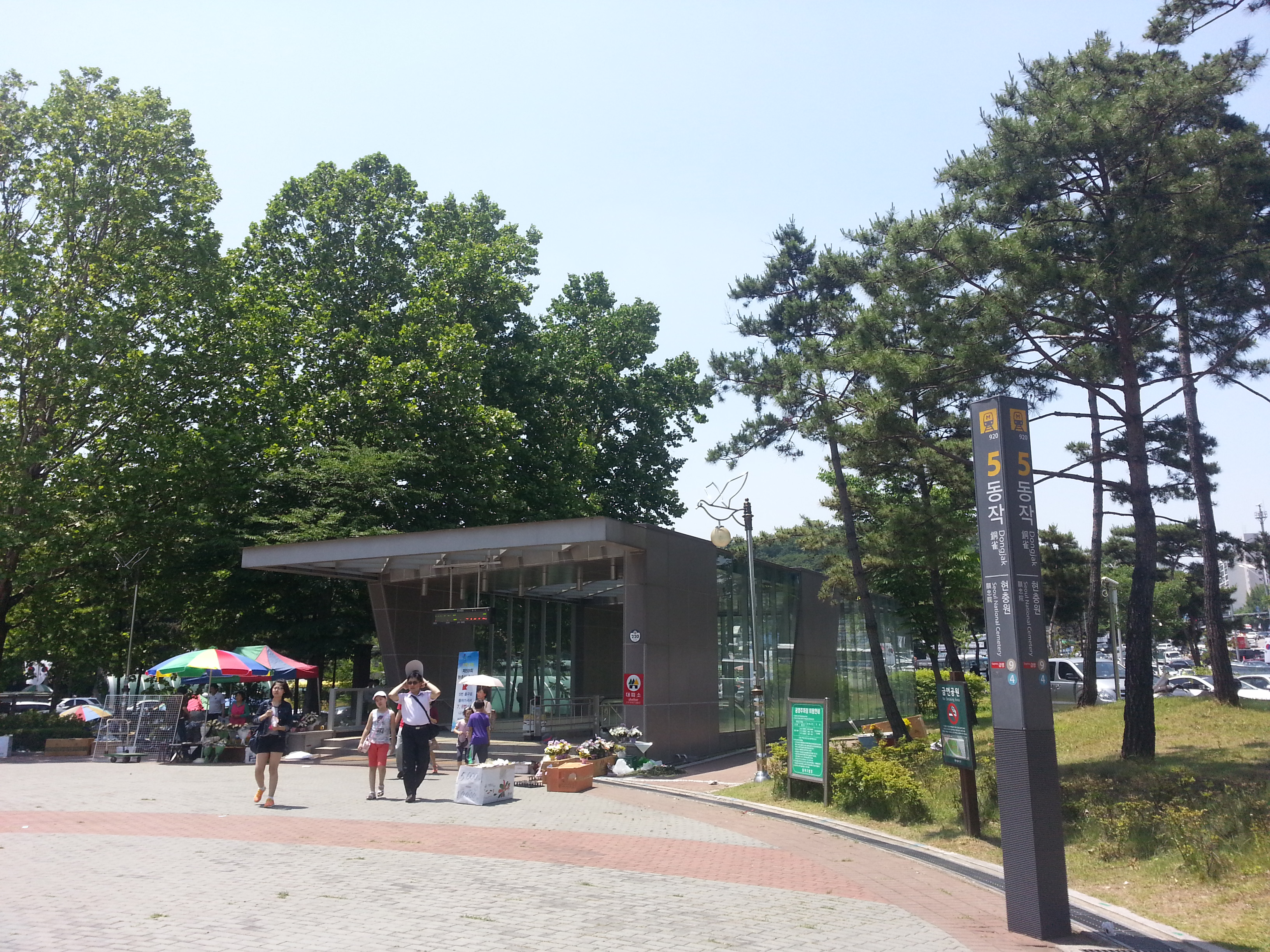
Ga Dongjak Lối ra số 5
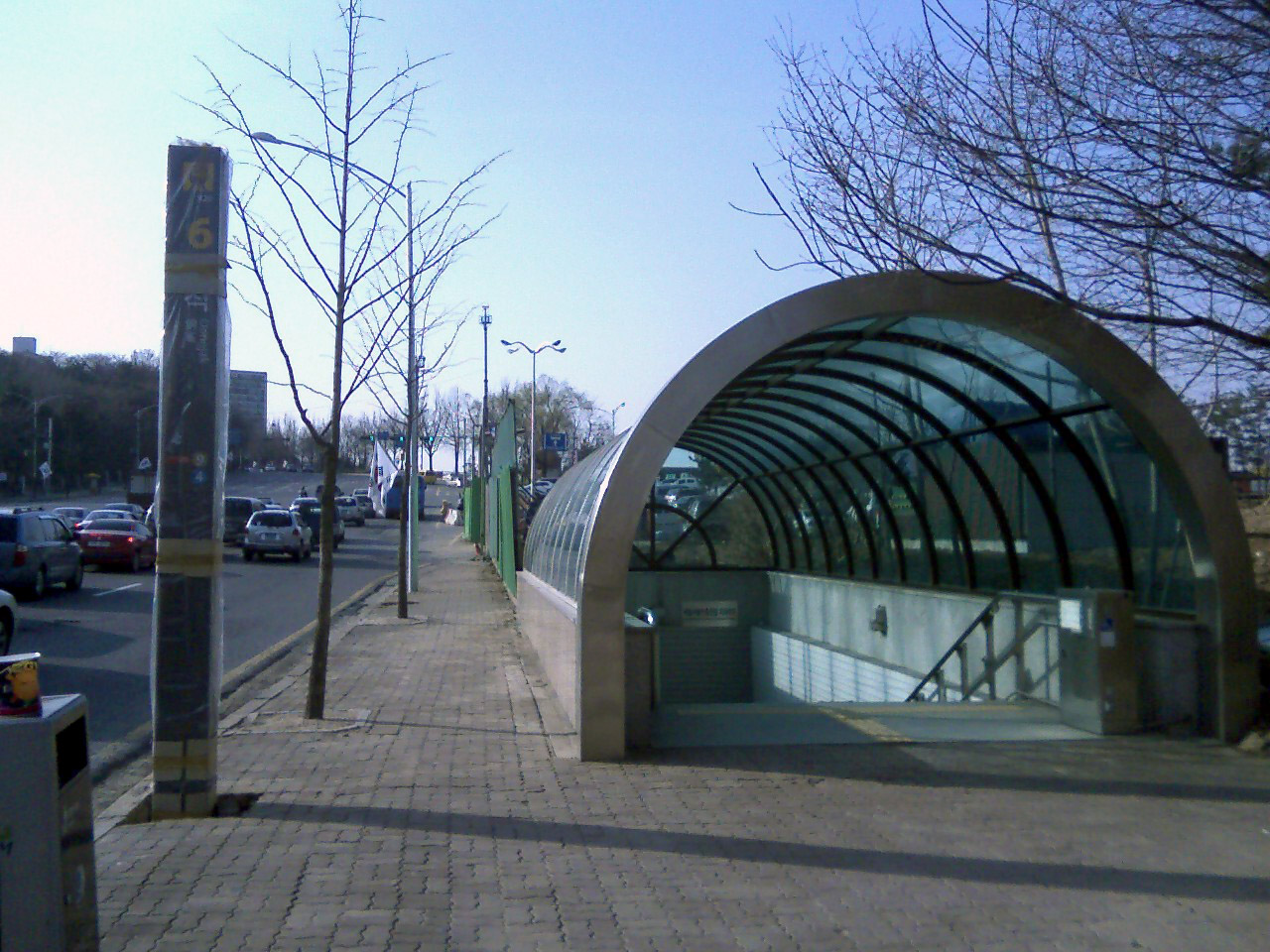
Ga Dongjak Lối ra số 6
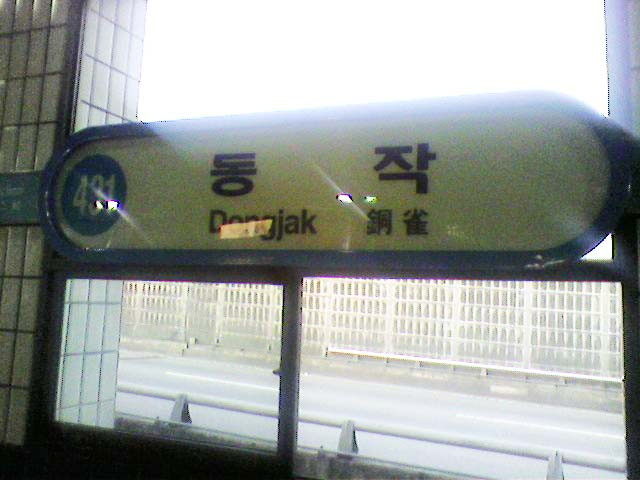
Bảng tên ga tuyến số 4 vào năm 2006